# Mohamed Ajfan Rasheed
Mohamed Ajfan Rasheed (* 15. Februar 1990 in Malé) ist ein Badmintonspieler von den Malediven. 

## Karriere
Ajfan Rasheed nahm 2010 an den Asienspielen und den Commonwealth Games teil, ohne sich im Vorderfeld platzieren zu können. Bei den Indian Ocean Island Games 2011 wurde er Dritter im Herreneinzel. 2012 nahm er an den Badminton-Asienmeisterschaften teil. Im Mai 2012 erhielt er eine Wildcard zur Teilnahme an den Olympischen Spielen in London.